# Disney Cinemagic (France)
Pour les articles homonymes, voir Disney Cinemagic.
Disney Cinemagic est une chaîne de télévision française appartenant au groupe The Walt Disney Company France. Elle a cessé sa diffusion le 8 mai 2015 pour céder sa place à Disney Cinema. Elle diffusait ses programmes entre le 12 septembre 2007 et le 9 mai 2015.

## Historique de la chaîne
Toon Disney est créée le 2 novembre 2002 en même temps que Playhouse Disney et s'arrête le 4 septembre 2007 pour devenir Disney Cinemagic.
La chaîne vient d'une idée britannique, et remplace la chaîne Toon Disney qui n'arrive pas à trouver son public.
Le 15 février 2007, la diffusion de la chaîne Disney Cinemagic est annoncée pour le mois d'avril sur le réseau satellitaire français,. Cependant, le lancement n'a pas été fait à cette date, le groupe préférant décaler la date de lancement.
Le 23 mai 2007, l'arrivée de la chaîne est rendue officielle,.
Disney Cinemagic a donc été lancée le 4 septembre 2007, accompagnée d'une déclinaison avec une heure de décalage nommée Disney Cinemagic +1.
Depuis le 30 novembre 2007, sa version en Haute Définition est alors disponible : Disney Cinemagic HD. Elle devient, pour l'occasion, la première chaîne Disney Cinemagic à disposer d'une version Haute Définition.
Disney Cinemagic est alors disponible depuis le 20 octobre 2009 sur la PlayStation Portable et la PlayStation Portable Go en France, ainsi qu'en Belgique.
Disney Cinemagic est également la seule chaîne Disney à arrêter ses programmes la nuit, de 01h05 jusqu'à 6h00.
Le 28 avril 2015, Canalsat a annoncé que Disney Cinemagic serait remplacée par Disney Cinema le 8 mai 2015 à 20h30.
Disney Cinemagic + 1 a été arrêtée le 28 avril 2015, sur Canalsat, mais elle restera jusqu'à la fin de diffusion de Disney Cinemagic sur Numericable.
Le 8 mai 2015, la chaîne cesse définitivement sa diffusion avec le dessin animé Aladdin, après 8 ans d'existence.

### Identité visuelle (logo)
Sur un projecteur dégradé bleu-vert, on y aperçoit la tête de Mickey Mouse à contours chromés où se trouve écrit le mot Disney, en dégradé bleu cyan, dans la police d'entreprise. Ensuite, la bannière où est écrit le mot Cinemagic en multicolore apparaît.

Logo de Disney Cinemagic du 4 septembre 2007 au 8 mai 2015.
Logo de la version HD du 30 novembre 2007 au 8 mai 2015.
Logo de Disney Cinemagic +1 du 4 septembre 2007 au 8 mai 2015.

### Voix off
- Didier Gircourt (2010-mai 2015)
- Jackie Mathurina (2007-novembre 2014)

### Slogans
- Disney Cinémagic : « La chaîne de tous les grands films Disney » 4 septembre 2007 - 8 mai 2015
- Disney Cinemagic + 1 : « Tout Disney Cinemagic, 1 heure plus tard » 4 septembre 2007 - 8 mai 2015

## Organisation

### Dirigeants
Président-directeur généraux de Disney Cinemagic
- Robert Iger : depuis le 04/09/2007

### Capital
Disney Cinemagic est détenue à 100 % par le groupe The Walt Disney Company France, filiale à 100 % du groupe The Walt Disney Company.

### Siège
Disney Cinemagic est alors diffusée depuis Marne-la-Vallée et donc située en plein cœur du Parc Walt Disney Studios.

## Programmes
La chaîne a diffusé du lundi au dimanche, y compris pendant les vacances, tous les films et les séries Disney, et les rediffuse plusieurs fois dans l'année.

### Séries
- Tous en boîte
- Timon et Pumbaa
- Le Livre de la jungle, souvenirs d'enfance
- La Bande à Picsou
- Fillmore !
- Les Zinzins de l'espace
- Lilo et Stitch, la série
- Kuzco, un empereur à l'école
- Hercule
- Aladdin
- Les 101 Dalmatiens, la série
- Les Nouvelles Aventures de Winnie l'ourson
- La Petite Sirène
- La Légende de Tarzan
- Super Baloo
- Toy Story Short
- Cars Toon
- Tic et Tac, les rangers du risque
- La Bande à Dingo
- Zorro
- Stitch !
- Les Aventures de Buzz l'Éclair
- Le Petit Nicolas
- Chérie, j'ai rétréci les gosses
- Les Weekenders
- Mickey Mania

### Films
- Bambi
- Bambi 2
- Cendrillon
- Cendrillon 2 : Une vie de princesse
- Le Sortilège de Cendrillon
- Peter Pan
- Peter Pan 2 : Retour au Pays imaginaire
- La Coccinelle
- Le Monde de Narnia : Le Lion, la Sorcière blanche et l'Armoire magique
- Baby-Sittor
- Les Enfants du capitaine Grant
- La Ferme se rebelle
- La Belle et le Clochard
- La Belle et le Clochard 2 : L'Appel de la rue
- Les 101 Dalmatiens
- Les 101 Dalmatiens 2 : Sur la trace des héros
- Le Livre de la jungle
- Le Livre de la jungle 2
- La Petite Sirène
- La Petite Sirène 2
- Le Secret de la Petite Sirène
- La Belle et la Bête
- La Belle et la Bête 2 : Le Noël enchanté
- Le Monde magique de la Belle et la Bête
- Aladdin
- Le Retour de Jafar
- Aladdin et le Roi des voleurs
- Le Roi lion
- Le Roi lion 2 : L'Honneur de la tribu
- Le Roi lion 3 : Hakuna Matata
- Dingo et Max
- Dingo et Max 2 : Les Sportifs de l'extrême
- Pocahontas : Une légende indienne
- Pocahontas 2 : Un monde nouveau
- Le Bossu de Notre-Dame
- Le Bossu de Notre-Dame 2 : Le Secret de Quasimodo
- Hercule
- Mulan
- Mulan 2 : La Mission de l'Empereur
- Tarzan
- Tarzan 2 : L'Enfance d'un héros
- La Légende de Tarzan et Jane
- Chicken Little
- Alice au pays des merveilles
- Les Aventures de Winnie l'ourson
- Les Aventures de Porcinet
- Winnie l'ourson 2 : Le Grand Voyage
- Winnie l'ourson : Joyeux Noël
- Les Aventures de Tigrou
- Winnie l'ourson : Bonne Année
- Les Aventures de Petit Gourou
- Winnie l'ourson et l'Éfélant
- Winnie l'ourson : Lumpy fête Halloween
- Les Aventures de Bernard et Bianca
- Bernard et Bianca au pays des kangourous
- Rox et Rouky
- Rox et Rouky 2
- Mickey, il était une fois Noël
- Mickey, il était deux fois Noël
- Mickey, la magie de Noël
- Mickey, le club des méchants
- Mickey, Donald, Dingo : Les Trois Mousquetaires
- Kuzco, l'empereur mégalo
- Kuzco 2 : King Kronk
- Atlantide, l'empire perdu
- Les Énigmes de l'Atlantide
- Lilo et Stitch
- Lilo et Stitch 2 : Hawaï, nous avons un problème !
- Stitch ! Le film
- Leroy et Stitch
- Frère des ours
- Frère des ours 2
- 1 001 Pattes
- Lizzie McGuire, le film
- Toy Story
- Toy Story 2
- Toy Story 3
- Buzz l'Éclair, le film : Le Début des aventures
- Le Monde de Nemo
- Raiponce
- Hannah Montana, le film
- Ratatouille
- Cars
- Cars 2
- WALL-E
- Monstres et Cie
- Freaky Friday : Dans la peau de ma mère
- La Reine des neiges
- La Bande à Picsou, le film : Le Trésor de la lampe perdue

## Audience
Sur le câble, l'ADSL et le satellite, Disney Cinemagic a une audience moyenne de 0,2 % (avec sa version +1 incluse), ce qui fait de la chaîne la chaîne la moins regardée du groupe The Walt Disney Company France. Vers 2012, Disney Channel est la chaîne la plus regardée du groupe Disney avec 0,9 % d'audience, concluant que Disney Cinemagic est la chaîne la moins regardée du groupe.

## Diffusion
La chaîne est alors disponible sur diverses plateformes en France et en Belgique :
- Par satellite :
  - Canalsat : canal 36, en qualité standard et en Haute Définition sur le canal 523. Disponible dans le « Pack Séries & Cinéma » ou à la carte. La chaîne dispose d'une version avec une heure de décalage (Disney Cinemagic +1) sur le canal 37.
- Par câble :
  - Numericable : canal 101, en qualité standard et en Haute Définition. La version +1 de la chaîne est disponible sur le canal 102.
  - La chaîne est aussi diffusée en Belgique avec Be TV et Voo sur les canaux 259 et 559 pour la version standard et en haute définition, et sur Numericable Belgique.
  - Disney Cinemagic est également diffusée en Suisse chez Naxoo.
- Par ADSL :
  - Canalsat : canal 36, en qualité standard et en Haute Définition sur le canal 523. Disponible dans le « Pack Séries & Cinéma » ou à la carte. La chaîne dispose d'une version avec une heure de décalage (Disney Cinemagic +1) sur le canal 37.
  - La chaîne est alors disponible sur l'ADSL belge avec Belgacom TV.